# Аракс (футбольный клуб, Ереван)
«Аракс» — советский футбольный клуб из Еревана. Основан не позднее 1965 года.
В 1966 и 1967 годах принимал участие в первенстве и кубке СССР.

## Достижения
- Во второй лиге — 8-е место (в зоне РСФСР класса «Б» 1967 год).
- В кубке — поражение в 1/32 финала (1986/1987).

| Первенство | Первенство                | Первенство | Первенство | Первенство | Первенство | Первенство | Первенство | Первенство | Кубок              |
| Сезон      | Лига (ранг), зона         | Место      | И          | В          | Н          | П          | Мячи       | О          | Кубок              |
| ---------- | ------------------------- | ---------- | ---------- | ---------- | ---------- | ---------- | ---------- | ---------- | ------------------ |
| 1966       | Класс «Б» (III), 4-я зона | 18 из 20   | 38         | 10         | 7          | 21         | 31-57      | 27         | 1/16 финала зоны 4 |
| 1967       | Класс «Б» (III), 4-я зона | 8 из 20    | 38         | 16         | 10         | 12         | 62-49      | 42         | 1/16 финала зоны 4 |

## Известные игроки
- Бондаренко, Сергей Николаевич